# Bledion Guga
Bledion Guga (20 de Fevereiro de 1986, Albânia) é um futebolista albanês que joga como zagueiro atualmente pelo KS Dinamo Tiranë da Albânia .